# Elżbieta Szyroka

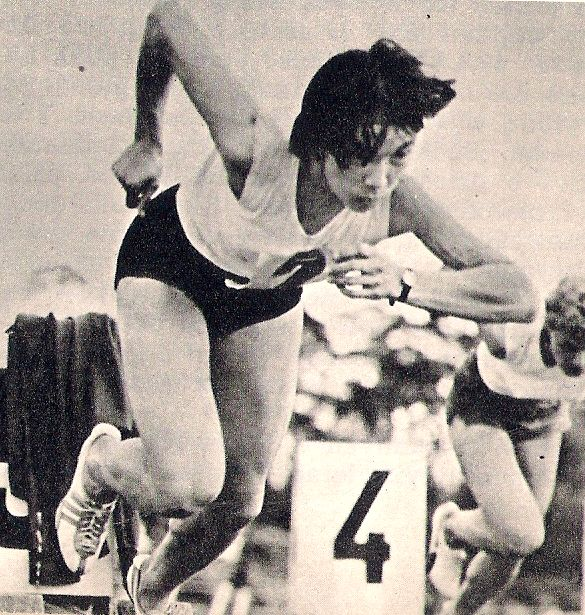
Elżbieta Szyroka, 1963

Elżbieta Szyroka (geb. Ćmok; * 22. August 1936) ist eine ehemalige polnische Sprinterin.
Bei den Europameisterschaften 1958 in Stockholm erreichte sie über 100 Meter das Halbfinale und schied über 200 Meter im Vorlauf aus.
Vier Jahre später siegte sie bei den Europameisterschaften in Belgrad in der 4-mal-100-Meter-Staffel. Über 100 Meter wurde sie Sechste, und über 200 Meter gelangte sie ins Halbfinale.
1963 wurde sie Polnische Meisterin über 100 Meter.

## Persönliche Bestzeiten
- 100 m: 11,4 s, 23. August 1963, Bydgoszcz
- 200 m: 23,9 s, 2. Juni 1963, Zabrze